# سول بوي
سول بوي (بالإنجليزية: Soul Boy) هو فيلم درامي كيني من تأليف بيلي كاهورا وإخراج حواء عصمان سنة 2010. تم إنجازه تحت إشراف المخرج والمنتج الألماني توم تيكوير في كيبيرا، أحد أكبر الأحياء الفقيرة في القارة الأفريقية، في وسط نيروبي بكينيا. حصل الفيلم على خمسة ترشيحات في حفل توزيع جوائز الأكاديمية الأفريقية للأفلام لعام 2011.

## الممثلون
- شمشون أوديامبو
- ليلى ديان أوبو
- كريستين سافان
- فرانك كيماني
- جواب أوغولا
- لوسي جاشانجا
- كاثرين داماريس
- كيفن أونيانغو أوموندي
- كالفين شيكوكو أوديامبو
- نور الدين عبد الغني

## الجوائز
- جائزة الجمهور ديورافت، مهرجان روتردام السينمائي الدولي [6]
- جائزة فيتو، مهرجان الفيلم الأفريقي (Afrika-Filmfestival)، لوفين، بلجيكا
- جائزة (Signis)، مهرجان زنجبار السينمائي الدولي، زنجبار، تنزانيا [7]
- جائزة جمعية صانعي الأفلام البولندية (Ale Kino! )، بوزنان، بولندا
- أفضل فيلم قصير، جوائز كلاشا، نيروبي، كينيا [8]
- أفضل ممثل رئيسي: سامسون أوديامبو، جوائز كلاشا، نيروبي، كينيا [9]
- أفضل كاتب سيناريو: بيلي كاهورا، جوائز كالاشا، نيروبي، كينيا [10]
- أفضل ممثل: سامسون أوديامبو، مهرجان كينيا السينمائي الدولي، نيروبي، كينيا [11]
- أفضل فيلم شرق أفريقي، مهرجان كينيا السينمائي الدولي، نيروبي، كينيا [12]
- تنويه خاص بجائزة "Passeurs d'images"، (المهرجان السينمائي الدولي للشباب)، باريس، فرنسا
- جائزة لجنة التحكيم الشبابية ، لمهرجان السينمائي الدولي للشباب، باريس، فرنسا
- جائزة مهرجان الفيلم الروحي، باريس
- جائزة أفضل فيلم للأطفال في مهرجان ريكلينغهاوزن السينمائي (ألمانيا) 2011 [13]

## المهرجانات

### ألمانيا
2010: مهرجان برلين السينمائي الدولي 

### دولي
2010
2010: مهرجان غوتنبرغ السينمائي 
2010: مهرجان روتردام السينمائي الدولي 
2010: مهرجان أفريكا السينمائي 
2010 مهرجان إدنبرة السينمائي الدولي 
2010: مهرجان ديربان السينمائي الدولي
2010: مهرجان سيدني السينمائي
2010 Cinemafrica ستوكهولم 
2010: نيروبي، كينيا العرض الأول
2010: مهرجان طريفة للسينما الأفريقية
2010: مهرجان سيدني السينمائي
2010 مهرجان السينما الأفريقية بخريبكة 
2010: مهرجان سيول الدولي لأفلام الشباب
2010: مهرجان مونتريال السينمائي العالمي
2010: سينمات أفريقيا
2010: مهرجان كامبريدج السينمائي
2010: مهرجان مونتريال الدولي للفيلم الأسود
2010: أفلام من الجنوب أوسلو 
2010: مهرجان هامبتنز الدولي السينمائي 
2010: مهرجان وارسو السينمائي 
2010: مهرجان كارلو السينمائي الأفريقي 
2010: مهرجان ديسكفري السينمائي
2010: مهرجان شيكاغو الدولي لأفلام الأطفال
2010: مهرجان قرطاج السينمائي 
2010: مهرجان أفلام الشتات الأفريقي بنيويورك 
2010: مهرجان بالم سبرينغز السينمائي 
2010: مهرجان سان دييغو للسينما السوداء
2010: مهرجان أديلايد السينمائي 
2010: فيسباكو، بوركينا فاسو 
2010: مهرجان براغ السينمائي الدولي (FEBIOFEST)
2010: المنتدى الدولي لكرة القدم في تورونتو للأطفال 
2010: مهرجان ريل وورلد السينمائي 
2010: مهرجان الشاشات السوداء - الكاميرون 
2010: مهرجان رواندا السينمائي 
2010: مهرجان زنجبار السينمائي، تنزانيا 
2010: مهرجان زيمبابوي السينمائي الدولي
2010: مهرجان كينيا السينمائي الدولي 
2010: مهرجان أماكولا السينمائي الدولي، أوغندا 
2010: مهرجان إثيوبيا السينمائي
2010: مهرجان فيلم دو داكار، السنغال
2010: مهرجان ويدا السينمائي الدولي (Quintessence)، بنين 
2011
- سينما بريتاني "Cinema Le Bretagne" (فرنسا) [51]
- Plein La Bobine (فرنسا) [52]
- مهرجان أديس السينمائي (إثيوبيا) [53]
- مهرجان تشيناي للمرأة في الأفلام (الهند) [54]
- مهرجان Fiuggi العائلي (إيطاليا) [55]
- مهرجان السلام (الدنمارك) [56]
- مهرجان سيني سباركس (أستراليا) [57]

## روابط خارجية
- سول بوي على موقع IMDb (الإنجليزية)
- سول بوي على موقع روتن توميتوز (الإنجليزية)
- سول بوي على موقع ألو سيني (الفرنسية)
- سول بوي على موقع Turner Classic Movies (الإنجليزية)
- سول بوي على موقع أول موفي (الإنجليزية)
- سول بوي على موقع فيلمافينيتي (الإسبانية)
- سول بوي على موقع قاعدة بيانات الأفلام السويدية (السويدية)
- سول بوي على موقع قاعدة بيانات الفيلم (الإنجليزية)
- سول بوي على موقع ليتربوكسد (الإنجليزية)
- سول بوي على موقع كينوبويسك (الروسية)